# Roland Wohlfarth
Roland Wohlfarth (ur. 11 stycznia 1963 w Bocholt) – niemiecki piłkarz grający na pozycji napastnika.

## Kariera klubowa
Karierę piłkarską Wohlfarth rozpoczął w amatorskiej Borussii Bocholt, wywodzącej się z jego rodzinnego miasta Bocholt. Jego pierwszym profesjonalnym klubem w karierze był MSV Duisburg i w 1981 roku trafił do kadry pierwszego zespołu. 8 sierpnia zadebiutował w jego barwach w Bundeslidze w zremisowanym 1:1 domowym spotkaniu z Karlsruher SC. W swoim pierwszym sezonie w karierze pełnił rolę rezerwowego i zdobył w nim jednego gola, w przegranym 1:4 meczu z Eintrachtem Frankfurt. W 1982 roku spadł z Duisbugiem z ligi i grał tam przez dwa sezony. Sezon 1983/1984 zakończył z 30 golami na koncie (zaliczył m.in. dwa hat-tricki) i został królem strzelców ligi, a Duisburg powrócił do niemieckiej ekstraklasy.
Forma strzelecka Wohlfartha została zauważona wśród włodarzy Bayernu Monachium i latem 1984 roku Roland podpisał kontrakt z tym klubem. 25 sierpnia zadebiutował w nowej drużynie, która pokonała 3:1 na wyjeździe Arminię Bielefeld. Na koniec sezonu z 12 golami na koncie był drugim po Lotharze Matthäusie najlepszym strzelcem bawarskiego klubu. Przyczynił się też do wywalczenia swojego pierwszego w karierze tytułu mistrza Niemiec. Rok później powtórzył to osiągnięcie i do sukcesów dołożył także zdobycie Pucharu Niemiec (w wygranym 5:2 finale z VfB Stuttgart ustrzelił hat-trick). W sezonie 1986/1987 także został mistrzem Niemiec, a z Bayernem dotarł do finału Pucharu Mistrzów. Roland nie wystąpił w nim z powodu kontuzji, a Bawarczycy ulegli 1:2 FC Porto. W 1988 roku był wicemistrzem kraju, a w sezonie 1988/1989 zdobył 17 goli, dzięki czemu wywalczył koronę króla strzelców Bundesligi. W latach 1989 i 1990 Wohlfarth ponownie świętował zdobycie mistrzostwa kraju, natomiast w sezonie 1990/1991 po raz drugi w karierze został najlepszym strzelcem niemieckiej ligi zdobywając 21 goli. W sezonie 1992/1993 nie był tak skuteczny jak w poprzednich sezonach i strzelił tylko 4 gole, a po sezonie zdecydował się odejść z Bayernu.
Latem 1993 roku Wohlfarth został zawodnikiem francuskiego AS Saint-Étienne. Występował w ataku wraz z Gwinejczykiem Titi Camarą i z 12 golami był najlepszym strzelcem ASSE. W rundzie jesiennej następnego zdobył 8 goli, a zimą 1995 wrócił do Niemiec i podpisał kontrakt z VfL Bochum. W lutym wykryto u niego środki dopingujące i zdyskwalifikowano na 2 miesiące, a wiosną Bochum spadło do drugiej ligi. W 1996 roku powrócił z tym klubem do Bundesligi, a w 1997 odszedł do drugoligowego VfB Leipzig. Karierę piłkarską kończył jako zawodnik Wuppertaler SV, występującego w Regionallidze.
| Sezon   | Klub             | Kraj    | Rozgrywki     | Mecze | Bramki |
| ------- | ---------------- | ------- | ------------- | ----- | ------ |
| 1981/82 | MSV Duisburg     | Niemcy  | Bundesliga    | 17    | 1      |
| 1982/83 | MSV Duisburg     | Niemcy  | 2. Bundesliga | 19    | 8      |
| 1983/84 | MSV Duisburg     | Niemcy  | 2. Bundesliga | 35    | 30     |
| 1984/85 | Bayern Monachium | Niemcy  | Bundesliga    | 32    | 12     |
| 1985/86 | Bayern Monachium | Niemcy  | Bundesliga    | 25    | 13     |
| 1986/87 | Bayern Monachium | Niemcy  | Bundesliga    | 27    | 11     |
| 1987/88 | Bayern Monachium | Niemcy  | Bundesliga    | 29    | 11     |
| 1988/89 | Bayern Monachium | Niemcy  | Bundesliga    | 33    | 17     |
| 1989/90 | Bayern Monachium | Niemcy  | Bundesliga    | 24    | 13     |
| 1990/91 | Bayern Monachium | Niemcy  | Bundesliga    | 34    | 21     |
| 1991/92 | Bayern Monachium | Niemcy  | Bundesliga    | 29    | 17     |
| 1992/93 | Bayern Monachium | Niemcy  | Bundesliga    | 21    | 4      |
| 1993/94 | AS Saint-Étienne | Francja | Ligue 1       | 27    | 12     |
| 1994/95 | AS Saint-Étienne | Francja | Ligue 1       | 12    | 8      |
| 1994/95 | VfL Bochum       | Niemcy  | Bundesliga    | 11    | 0      |
| 1995/96 | VfL Bochum       | Niemcy  | 2. Bundesliga | 24    | 7      |
| 1996/97 | VfL Bochum       | Niemcy  | Bundesliga    | 5     | 0      |
| 1997/98 | VfB Leipzig      | Niemcy  | 2. Bundesliga | 15    | 4      |
| 1998/99 | Wuppertaler SV   | Niemcy  | Regionalliga  | 14    | 4      |

## Kariera reprezentacyjna
W reprezentacji RFN Wohlfarth zadebiutował 15 października 1986 roku w zremisowanym 2:2 towarzyskim spotkaniu z Hiszpanią. Swój drugi i ostatni mecz w kadrze narodowej rozegrał 6 września 1989 roku przeciwko Irlandii. Wcześniej występował w młodzieżowych reprezentacjach. Z kadrą U-18 został mistrzem Europy w 1981 roku, a z kadrą U-20 mistrzem świata 1981. Na tym drugim turnieju wywalczył tytuł króla strzelców.